# マドカ
マドカ（本名：松山 真登香、2月15日 - ）は、埼玉県出身のものまねタレント。 松浦亜弥のものまねで知られる。ワシヤプロモーション所属。 血液型：O型、身長148cm。

## 主なものまねレパートリー
- 松浦亜弥
- 浜崎あゆみ
- 安室奈美恵
- 宇多田ヒカル
- 一青窈
- 小柳ゆき
- 中島美嘉
- MISIA
- 工藤静香
- 椎名林檎
- 倉木麻衣
- 華原朋美
- BoA
- SPEED

など